# أوسكار سورتو
أوسكار سورتو (8 أغسطس 1994 بلوس أنجلوس في الولايات المتحدة - ) هو لاعب كرة قدم أمريكي وسلفادوري في مركز الدفاع. شارك مع منتخب الولايات المتحدة تحت 20 سنة لكرة القدم ومنتخب الولايات المتحدة تحت 23 سنة لكرة القدم. أما مع النوادي، فقد لعب مع لوس أنجلوس غلاكسي ولوس انجلوس غالاكسي 2.

## وصلات خارجية
- أوسكار سورتو على موقع الاتحاد الدولي (مؤرشف)  (الإنجليزية)
- أوسكار سورتو على موقع الدوري الأمريكي (الإنجليزية)
- أوسكار سورتو على موقع قاعدة بيانات كرة القدم.إي يو (الإنجليزية)
- أوسكار سورتو على موقع Soccerway.com (الإنجليزية)
- أوسكار سورتو على موقع عالم كرة القدم.نت (الإنجليزية)
- أوسكار سورتو على موقع AS.com (الإسبانية)